# Juan José Ibarretxe
Juan José Ibarretxe Markuartu (ur. 15 marca 1957 w Llodio) – hiszpański i baskijski polityk i samorządowiec, działacz Nacjonalistycznej Partii Basków (PNV), w latach 1999–2009 lehendakari (prezydent) Kraju Basków.

## Życiorys
Ukończył ekonomię na Uniwersytecie Kraju Basków. Zaangażował się w działalność polityczną w ramach Nacjonalistycznej Partii Basków. W 1983 po raz pierwszy został wybrany do regionalnego parlamentu. Od tegoż roku do 1987 pełnił funkcję burmistrza swojej rodzinnej miejscowości. W latach 1986–1991 przewodniczył organowi ustawodawczemu prowincji Araba. Od 1983 do 1994 był urzędnikiem w administracji tej prowincji.
W 1995 prezydent Kraju Basków José Antonio Ardanza powołał go na swojego zastępcę, został także ministrem finansów i administracji publicznej. W 1998 PNV mianowała go swoim kandydatem na nowego lehendakari. Objął to stanowisko w styczniu 1999 po wygranych wyborach, uzyskując reelekcję po wyborach w 2001 i 2005. W 2003 przedstawił plan związania Hiszpanii i Kraju Basków na zasadzie „wolnego stowarzyszenia” z odrębnym obywatelstwem, system prawnym i polityką zagraniczną. W 2009 prowadzona przez niego PNV ponownie wygrała wybory regionalne, została jednak odsunięta od władzy przez koalicję socjalistów i ludowców. Juan José Ibarretxe zakończył urzędowanie w maju tegoż roku.
Juan José Ibarretxe jest żonaty, ma dwoje dzieci.